# Аппенцелль (кантон)
Аппенцель (нем. Appenzell) — исторический кантон на северо-востоке Швейцарии, был окружён со всех сторон кантоном Санкт-Галлен, в 1597 году был разделён на полукантоны Аппенцелль-Иннерроден и Аппенцелль-Аусерроден.

## История
Аппенцель был удельной вотчиной франкских королей и уплачивал доходы монастырям Санкт-Галлена. 
Притесняемые монастырями горцы Аппенцеля в начале XV века подняли восстание; победами жителей селения Шпейхер у Фёглинзегге (1403 год), у Штоса и у Вольфсгальде (1405 год) они отвоевали себе независимость и в 1452 году соединились с семью другими кантонами, окончательно же были приняты в Швейцарский союз в 1513 году. 
Вследствие несогласий, возникших в эпоху Реформации, Аппенцель был разделен третейским судом Швейцарского союза в 1597 году на два полукантона (католический полукантон Аппенцелль-Иннерроден и протестантский полукантон Аппенцелль-Аусерроден), вполне самостоятельных. 